# The Break with Michelle Wolf
The Break with Michelle Wolf è un programma televisivo statunitense condotto da Michelle Wolf e distribuito su Netflix dal 27 maggio al 29 luglio 2018, in tutti i paesi in cui è disponibile.

## Produzione
Il 12 febbraio 2018, venne annunciato che Netflix aveva dato alla produzione un ordine in serie e si aspettava che lo show iniziasse verso la fine del 2018. Lo show è prodotto da Wolf stessa insieme a Dan Powell, Christine Nangle, e Daniel Bodansky, mentre è diretto da André Allen.
L'11 aprile 2018, Netflix ha annunciato che lo show sarebbe stato distribuito dal 27 maggio dello stesso anno.
Il 17 agosto 2018, Netflix annuncia di non voler rinnovare lo show, cancellandolo definitivamente dopo 10 episodi.

## Episodi
| n° | Titolo originale         | Titolo italiano              | Ospite          | Pubblicazione USA | Pubblicazione Italia |
| -- | ------------------------ | ---------------------------- | --------------- | ----------------- | -------------------- |
| 1  | Strong Female Lead       | Protagonista femminile forte | Amber Ruffin    | 27 maggio 2018    | 27 maggio 2018       |
| 2  | Be Honest                | Viva l'onestà!               | Neal Brennan    | 3 giugno 2018     | 3 giugno 2018        |
| 3  | Bad Opinions             | Cattive opinioni             | Tim Cappello    | 10 giugno 2018    | 10 giugno 2018       |
| 4  | Hate It or Love It       | O lo ami o lo odi            | Hannibal Buress | 17 giugno 2018    | 17 giugno 2018       |
| 5  | Entertainment Explosion! | Intrattenimento esplosivo!   | n/a             | 24 giugno 2018    | 24 giugno 2018       |
| 6  | Perfect Sports           | Sport perfetti               | Nick Kroll      | 1º luglio 2018    | 1º luglio 2018       |
| 7  | How Dare You!?           | Come osi!?                   | Seth Meyers     | 8 luglio 2018     | 8 luglio 2018        |
| 8  | Sincere and Angry        | Sincera e arrabbiata         | n/a             | 15 luglio 2018    | 15 luglio 2018       |
| 9  | I Pledge Allegiance      | Giuro fedeltà                | n/a             | 22 luglio 2018    | 22 luglio 2018       |
| 10 | Wet Boys                 | Ragazzini fradici            | n/a             | 29 luglio 2018    | 29 luglio 2018       |

## Promozione
Il primo trailer dello show è stato distribuito il 28 aprile 2018, seguito il 18 maggio dal secondo.

## Critica
Lo show è stato accolto positivamente dalla critica. Sull'aggregatore di recensioni Rotten Tomatoes ha un indice di gradimento del 73% con un voto medio di 8 su 10, basato su 11 recensioni.